# Paul Dawkins
Paul Lamar Dawkins (Saginaw, Michigan, 10 de junio de 1957-Dallas, Texas, 26 de marzo de 2019) fue un baloncestista estadounidense con pasaporte turco que disputó una temporada en la NBA y ocho más en la liga turca. Con 1,96 metros de estatura, jugaba en la posición de alero.

## Trayectoria deportiva

### Universidad
Jugó durante cuatro temporadas con los Huskies de la Universidad del Norte de Illinois, en las que promedió 17,3 puntos y 7,7 rebotes por partido. En sus tres últimas temporadas fue incluido en el mejor quinteto de la Mid-American Conference, siendo elegido Jugador del Año en 1979 tras liderar la conferencia en anotación, con 26,9 puntos por partido.

#### Estadísticas
| Temp.   | Equipo            | Conferencia | Liga | TCA  | TC   | %TC  | TLA | TL  | %TL  | REB | PTS  |
| 1975-76 | Northern Illinois | MAC         | 23   | 2.2  | 5.4  | .408 | 0.5 | 0.9 | .571 | 3.7 | 5.0  |
| 1976-77 | Northern Illinois | MAC         | 27   | 6.7  | 16.0 | .420 | 2.3 | 3.0 | .756 | 7.9 | 15.8 |
| 1977-78 | Northern Illinois | MAC         | 25   | 9.1  | 18.8 | .482 | 2.4 | 3.3 | .732 | 9.8 | 20.6 |
| 1978-79 | Northern Illinois | MAC         | 26   | 11.2 | 23.3 | .479 | 4.3 | 6.1 | .715 | 9.3 | 26.7 |
| Total   | Northern Illinois |             | 101  | 7.4  | 16.2 | .459 | 2.4 | 3.4 | .720 | 7.7 | 17.3 |

### Profesional
Fue elegido en el puesto 185 del Draft de la NBA de 1979 por Utah Jazz, con los que jugó una temporada, en la que promedió 5,5 puntos y 2,2 rebotes por partido.
Tras no renovar contrato, jugó una temporada con los Anchorage Northern Knights de la CBA para marcharse posteriormente a la liga turca, fichando por el Galatasaray. Se nacionalizó turco, y logró ganar los campeonatos locales en 1985, 1986 y 1990, logrando en 1986 liderar la lista de anotadores de la liga, con 602 puntos (28,6 por partido) y además la máxima anotación en un partido, anotando 49 puntos ante el Efes Pilsen S.K.. Su récord de anotación en la liga lo consiguió en 1983, promediando 37 puntos, además de 14 rebotes por partido.

## Estadísticas de su carrera en la NBA

### Temporada regular
| Temporada | Edad | Equipo    | Liga | P  | TIT | MIN  | TC  | TCA | %TC  | 3P  | 3PA | %3P  | TL  | TLA | %TL  | R.OF. | R.DEF. | REB | ASIS | ROB | TAP | PER | FP  | PTS |
| 1979-80   | 22   | Utah Jazz | NBA  | 57 |     | 13.6 | 2.5 | 5.3 | .470 | 0.0 | 0.1 | .200 | 0.6 | 0.8 | .688 | 0.7   | 1.5    | 2.2 | 1.4  | 0.6 | 0.2 | 1.3 | 2.0 | 5.5 |
| Total     |      |           | NBA  | 57 |     | 13.6 | 2.5 | 5.3 | .470 | 0.0 | 0.1 | .200 | 0.6 | 0.8 | .688 | 0.7   | 1.5    | 2.2 | 1.4  | 0.6 | 0.2 | 1.3 | 2.0 | 5.5 |